# Christian Schmid-Egger
Christian Schmid-Egger (* 1962 in Müllheim) ist ein deutscher Agrarwissenschaftler, Entomologe, Journalist und Medientrainer. Sein Forschungsschwerpunkt sind Hymenoptera Aculeata, die Stechimmen.

## Leben und Werk
Schmid-Egger studierte in Stuttgart-Hohenheim Agrarwissenschaften und wurde dort im Jahr 1994 im gleichen Fach promoviert. Danach folgte, erneut in Stuttgart-Hohenheim, ein Aufbaustudium des Journalismus, das er mit dem Abschluss Diplom-Journalist abschloss. Darauf aufbauend absolvierte er mehrere weitere Ausbildungen im Bereich Kommunikation, Team- und Veränderungsmanagement. Er schrieb mehrere Bücher zu den Themen Körpersprache, Medientraining und Networking und ist bis heute mit seiner Agentur „Schmid-Egger & Partner – Agentur für Kommunikation“ in diesen Bereichen aktiv.
Schmid-Egger beschäftigt sich bereits seit Beginn seiner Laufbahn wissenschaftlich mit Stechimmen (Hymenoptera Aculeata) und publizierte bereits früh Beiträge zur Faunistik und Taxonomie dieser Gruppe in Deutschland. Von 1990 bis 1997 war er als Tierökologischer Gutachter im Raum Karlsruhe selbstständig, auf diesem Gebiet ist er mit seinem „Gutachterbüro Bembix“ seit 2012 erneut aktiv und bietet von seinem Standort Berlin aus bundesweit Leistungen in den Bereichen der Stadtökologie und Agrarumweltmaßnahmen sowie als Experte für Wildbienen und in der Umweltkommunikation an. Er ist außerdem im Naturschutz aktiv und so etwa bei der Deutschen Wildtier Stiftung in Berlin als Projektmanager tätig, um als Experte für Wildbienen innerhalb des Projekts „Mehr Bienen für Berlin – Berlin blüht auf!“ wildbienengerechte Lebensräume in der Hauptstadt zu schaffen. Weiter engagierte er sich in mehreren Veröffentlichungen für den Erhalt der hochgradig schützenswerten und gefährdeten Lebensräume der oberrheinischen Trockenaue zwischen Freiburg und Basel. Von 1993 bis 2005 gab er die Fachzeitschrift „bembiX – Zeitschrift für Hymenopterologie“ heraus, seit 2010 zusammen mit Rolf Witt auch die Online-Zeitschrift „Ampulex – Zeitschrift für aculeate Hymenopteren“. Er veröffentlichte, sowohl alleine als auch mit Kollegen, mehrere grundlegende Bestimmungswerke zu Bienen und Wespen aus Deutschland und Mitteleuropa, außerdem war er an mehreren Roten Listen beteiligt und veröffentlichte im Jahr 2010 die aktuelle Rote Liste der Wespen Deutschlands. Seine Publikationsliste umfasst (Stand April 2021) mehr als 130 Fachartikel zur Faunistik, Ökologie und Systematik von Stechimmen und anderen Hautflüglern aus der ganzen Welt. Eines seiner Fachgebiete ist die taxonomisch anspruchsvolle Familie Pompilidae, der Wegwespen. Er beschrieb mehrere Dutzend für die Wissenschaft neue Arten und ist, teilweise führend, an verschiedenen Barcoding-Projekten der Zoologischen Staatssammlung München beteiligt, die international Beachtung fanden.

## Ehrungen
Nach Schmid-Egger sind die nordafrikanische Goldwespe Chrysis schmideggeri Rosa 2004 und die Grabwespe Ammophila schmideggeri Dollfuss 2013 benannt.

## Publikationen (Auswahl)
- Caroline Krüll, Christian Schmid-Egger: Körpersprache: Wahrnehmen, erkennen, deuten. 2. Auflage. C.H.BECK, 2019, ISBN 978-3-406-73455-7, 127 S.
- Christian Schmid-Egger, Caroline Krüll: Körpersprache: Das Trainingsbuch. 2. Auflage. C.H.BECK, 2014, ISBN 978-3-406-66552-3, 283 S.
- Christian Schmid-Egger: Mitarbeitergespräche: So führen Sie Ihre Mitarbeiter optimal. C.H.BECK, 2011, ISBN 978-3-406-61776-8, 128 S.
- Caroline Krüll, Christian Schmid-Egger: Selbstsicher – jetzt! So überzeugen Sie in jeder Situation. Gräfe und Unzer, 2009, ISBN 978-3-8338-1826-4.
- Christian Schmid-Egger: Die Eignung von Stechimmen (Hymenoptera: Aculeata) zur naturschutzfachlichen Bewertung am Beispiel der Weinbergslandschaft im Enztal und im Stromberg (nordwestliches Baden-Württemberg). Cuvillier. Göttingen 1995, ISBN 978-3-89588-061-2, 235 S. (zugleich: Hohenheim, Univ., Diss., 1994).
- Christian Schmid-Egger, Erwin Scheuchl: Illustrierte Bestimmungstabellen der Wildbienen Deutschlands und Österreichs und Berücksichtigung der Arten der Schweiz. Band III Andrenidae. Hrsg.: Erwin Scheuchl. Eigenverlag, Velden 1997, 180 S.
- Christian Schmid-Egger: Rote Liste der Wespen Deutschlands – Hymenoptera Aculeata: Grabwespen (Ampulicidae, Crabronidae, Sphecidae), Wegwespen (Pompilidae), Goldwespen (Chrysididae), Faltenwespen (Vespidae), Spinnenameisen (Mutillidae), Dolchwespen (Scoliidae), Rollwespen (Tiphiidae) und Keulhornwespen (Sapygidae). In: Ampulex. Nr. 1, 2010, S. 1–36.
- Christian Schmid-Egger, Kees van Achterberg, Rainer Neumeyer, Jerome Morinière, Stefan Schmidt: Revision of the West Palaearctic Polistes Latreille, with the descriptions of two species – an integrative approach using morphology and DNA barcodes (Hymenoptera, Vespidae). In: ZooKeys. Nr. 713, 2017, S. 53–112.
- Christian Schmid-Egger et al.: DNA barcodes identify 99 per cent of apoid wasp species (Hymenoptera: Ampulicidae, Crabronidae, Sphecidae) from the Western Palearctic. In: Molecular Ecology Resources. Band 19, Nr. 2, 2018, S. 476–484.
- Christian Schmid-Egger, Stefan Schmidt: Unexpected diversity in Central European Vespoidea (Hymenoptera, Mutillidae, Myrmosidae, Sapygidae, Scoliidae, Tiphiidae, Thynnidae, Vespidae), with description of two species of Smicromyrme Thomson, 1870. In: ZooKeys. Nr. 1062, 2021, S. 49–72.